# محمد إقبال حرب
محمد إقبال حرب من مواليد قرية شمسطار البقاعية في لبنان،نشأ في سد البوشرية في جبل لبنان. كاتب وروائي لبناني، درس التمريض في الجامعة الأميركية في بيروت، ودرس البصريات في الولايات المتحدة.عمل في عيادة Retina Associates في مدينة بوسطن كمشرف على العيادات الفرعية ثم انتقل للعمل كاخصائي بصريات في مدينة الظهران في السعودية. رئيس هيئة الحوار الثقافي الدائم- سفير مؤسسة ناجي نعمان للثقافة بالمجان_ المنسق العام للهيئة الثقافية في منظمة المتوسط لتنمية الثقافات.  ألف عدة مؤلفات في القصة والرواية والمقالة مثل: هنا ترقد الغاوية، الحقيقة، عاشق النسيان، موت شاعرة، ولادة شاعر، يسقط النظام، العميان الجدد، الملعون المقدّس. 

## الحياة الشخصية
محمد اقبال حرب متزوج من سلوى الرمادي، لديه ابنتان، وولد، وثلاثة أحفاد.

## كتب
| الاسم                          | دار النشر                                   | تاريخ النشر | عدد الصفحات | ردمك ISBN            | المصدر |
| ------------------------------ | ------------------------------------------- | ----------- | ----------- | -------------------- | ------ |
| موت شاعرة                      | الدار العربية للعلوم ناشرون                 | 2012        | 87          | (ردمك 9786140105454) | [ 3 ]  |
| عاشق النسيان                   | الدار العربية للعلوم ناشرون                 | 2013        | 134         | (ردمك 9786140108578) | [ 4 ]  |
| ولادة شاعر The Birth Of A Poet | الدار العربية للعلوم ناشرون                 | 2015        | 78          | (ردمك 9786140116573) | [ 5 ]  |
| هنا ترقد الغاوية               | الدار العربية للعلوم ناشرون                 | 2016        | 223         | (ردمك 9786140112513) | [ 6 ]  |
| يعيش النظام                    | مؤسسة يسطرون للطباعة والنشر                 | 2016        | 168         | 78-977-776-2670      | [ 7 ]  |
| الحقيقة                        | منشورات ضفاف                                | 2016        | 152         | (ردمك 9786140240193) | [ 8 ]  |
| العميان الجدد                  | دار النهضة العربية للطباعة والنشر والتوزيع  | 2018        | 229         | (ردمك 9786144427637) | [ 9 ]  |
| الملعون المقدس                 | دار النهضة العربية للطباعة والنشر والتوزيع  | 2021        | 176         | (ردمك 9786144429235) | [ 10 ] |
| العرّافة ذات المنقار الأسود     | دار النهضة العربية                          | 2023        | 334         | 9786144429839        |        |
| برقعد                          | منتدى شاعر الكورة الخضراء عبد شحادة الثقافي | 2024        | 104         | 9789953904412        |        |
| الفكر عورة                     | دار نعمان للثقافة                           | 2024        | 160         | 9786144820384        |        |

- جائزة اتحاد الكتّاب اللبنانيين للقصة القصيرة أذار 2025
- جائزة أوسكار المبدعين العرب للراوية أذار 2025
- جائزة الإبداع من مؤسسة ناجي نعمان الثقافية عن روايته الحقيقة.[11]
- جائزة كبار المهنيين الصحيين في العالم 2006- منظمة الصحة الرائدة في العالم – إنجلترا